# Elena Tchalidy
Elena Tchalidy (Argentina, 1928-4 de enero de 2022) fue una ingeniera agrónoma, doctora en Químicas y una gran personalidad del feminismo argentino. Fue conocida por crear y dirigir la Fundación Alicia Moreau de Justo, organización pionera en el país en asistir a mujeres en situación de violencia familiar y de género. 

## Biográfica
Elena Tchalidy nació en 1928 en el seno de una familia acomodada de la Provincia de Buenos Aires, Argentina. Tenía ascendencia griega. Inclinada desde pequeña hacia el estudio de la química, inició estos estudios en la Universidad de Buenos Aires, y fue allí donde comenzó a percibir las dificultades de las mujeres en la carrera académica. Interrumpió sus estudios cuando contrajo matrimonio con un militante socialista, quien fuera su compañero hasta fallecer súbitamente. Posteriormente se desempeñó como ingeniera agrónoma, siguiendo la profesión de su padre, quien poseía campos en el partido bonaerense de 25 de Mayo. Trabajó  como docente en la carrera, en el cargo de ayudante de la Cátedra de Maquinaria Agrícola. Obtuvo luego el grado de doctora en Química. Respecto de los sesgos de género en la vida académica y profesional, Tchalidy dijo:

Estaba fundada la Facultad de Filosofía y Sara justo era dentista. Recuerdo que la primera abogada no pudo ejercer y las mujeres que eran médicas debían dedicarse solo a señoras y niñas. Los hombres siempre dijeron que nuestros cerebros no estaban preparados para las ciencias duras como matemática, física o química. En ese momento éramos más o menos un 15% del alumnado en la Facultad de Ciencias Exactas. Hoy debemos reconocer que las cosas han cambiado porque llevamos cien años de lucha.”

## Participación en el feminismo argentino
Cultivó una profunda amistad con la política feminista Alicia Moreau de Justo, desempeñándose como secretaria y chofer de su amiga especialmente durante los últimos diez años de vida de Moreau. Tchalidy fue una de las primeras mujeres argentinas en votar, el 11 de noviembre de 1951. Fue también integrante del grupo originario de la Multisectorial de la Mujer y se desempeñó como asesora de una legisladora del Socialismo Auténtico en la Legislatura de la Ciudad Autónoma de Buenos Aires.
El 8 de marzo de 1982, con motivo del Día Internacional de la Mujer, Tchalidy inicia en su casa, de modo espontáneo y convocando por radio, una serie de encuentros llamados Reunión de mujeres. En estos encuentros se tocaban distintas temáticas de interés y se ofrecían charlas de diferentes personalidades de la época. Desde allí surge su necesidad de formarse en el feminismo, y también inicia desde la Asociación Trabajo y Estudio sobre la Mujer (ATEM) una serie de acciones políticas para reclamar por diversos temas como la patria potestad compartida, igual salario por igual trabajo, e igualdad de los hijos ante la ley:

Entonces durante el ‘83 hicimos la campaña en la calle con ATEM, señoras grandes en general, que ninguna necesitaba el divorcio, mejor dicho, ninguna necesitaba la patria potestad porque los hijos eran grandes, pero salíamos y discutíamos en la calle... creo que fuimos la primera organización que salió a la calle a hacer campaña... el lugar que más resultado nos dio era Corrientes y Florida (Elena Tchalidy, entrevista n°1).

Se reconoce a Elena Tchalidy como una pionera en la organización de los Encuentros Nacionales de Mujeres de Argentina. Tchalidy y otras 44 militantes convocaron al primero de estos Encuentros en 1986, luego de participar un año antes en la Conferencia Mundial sobre la Mujer, en Nairobi (Kenia), como cierre de la Década de la Mujer propuesta en 1975 por la Organización de Naciones Unidas. Ese primer evento tuvo lugar en el Centro Cultural San Martín, en la ciudad de Buenos Aires, y participaron aproximadamente un millar de mujeres. En 1986 crea la Fundación Alicia Moreau de Justo, organización civil abocada a la asistencia a mujeres con dificultades: 

La fundación nace cuando fallece la Doctora en mayo de 1986, a los 100 años. Ella nunca quiso homenajes funerarios, entonces sus amigos creamos el 11 de octubre de 1986 la “Fundación Alicia Moreau de Justo” para continuar su obra.” “Primero eran consultorios gratuitos de abogacía, de justicia y de psicología o psiquiatría para mujeres de escasos recursos. En un comienzo no teníamos ninguna idea preconcebida acerca de a qué nos íbamos a dedicar, pero en las mujeres que venían a consultar por separaciones, alimentos para sus hijos o depresiones, había siempre un fondo de violencia.

Elena Tchalidy escribió en 1993 una biografía de la poetisa argentina Alfonsina Storni, titulada «Mujeres feministas en la historia. Alfonsina Storni». En marzo de 2017 Tchalidy firmó el "Acta compromiso interinstitucional de cooperación para fomentar la equidad de la mujer en distintos ámbitos" junto al Consejo de la Magistratura del Poder Judicial de la Nación, a la Fundación para Estudio e Investigación de la Mujer (FEIM) y otras organizaciones.
En abril de 2020 Elena Tchalidy se pronunció en un llamamiento de feministas frente al aumento alarmante de la violencia machista en la pandemia por coronavirus SARS-Cov-2 en Argentina, junto a destacadas personas de distintas pertenencias políticas, sociales, profesionales, intelectuales y del ámbito artístico local.
Elena Tchalidy falleció el 4 de enero de 2022, a sus 93 años, y su partida fue lamentada por la comunidad.
Dejó a su muerte un amplio legado. La Asociación Civil "Enlaces territoriales para la equidad de género" la despidió con las siguientes palabras:

A nuestra querida Elena miembra fundadora de Enlaces territoriales para la equidad de género e integrante honorífica. Elena hermosa y valiosa mujer, luchadora inmensa!!!! Vuelo libertario emprendido con todos los honores que supiste conquistar en este plano. Buen viaje compañera. Nos dejaste tu legado. Te vamos a extrañar"

## Distinciones
- Fue declarada personalidad destacada de la Ciudad Autónoma de Buenos Aires en el campo de los derechos de las mujeres en 2011.[19]
- En 2010 participó del Homenaje a las ‘Mujeres del bicentenario’ en la Legislatura de la Ciudad Autónoma de Buenos Aires.[20]